# Kriva Palanka
Kriva Palanka (v makedonské cyrilici Крива Паланка), je město v severovýchodním regionu Severní Makedonie, u hranice se Srbskem a Bulharskem, v blízkosti pohoří Osogovska planina. Je správním střediskem stejnojmenné opštiny. Má celkem 14 558 obyvatel.

## Poloha
Název města vznikl doslovným překladem tureckého názvu Egri Dere (křivá řeka) do makedonštiny. Město se nachází v kaňonu divoké řeky s názvem Kriva, palanka je makedonský výraz pro menší sídlo. Původně bylo nazýváno Kriva Reka Palanka, později se název zkrátil. Rozkládá se po obou březích řeky; hlavní silnice, která prochází přes město z Kumanova k bulharské hranici prochází přímo středem Krivé Palanky. Střed města se nachází v místě soutoku potoka Duračka Reka s Krivou Rekou.

## Historie

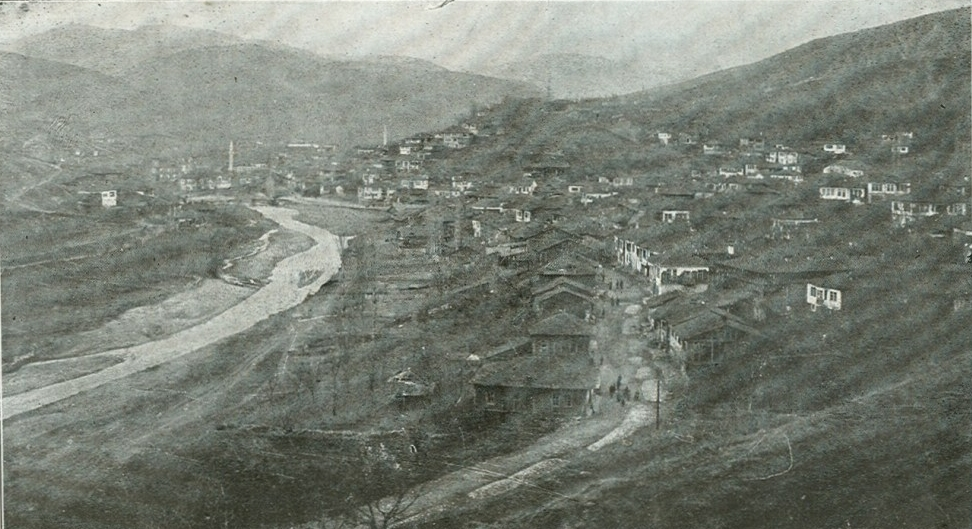
Kriva Palanka na počátku 20. století.

Město se rozvinulo z podhradí, které obklopovalo tureckou pevnost. Ta zde byla postavena v polovině 17. století na ochranu přirozené obchodní stezky, která spojovala Sofii se Skopje. Podle záznamů tureckého cestovatele Evliji Čelebiho zde stálo okolo roku 1660 zhruba padesát domů v místní pevnosti a dalších 800 v její blízkosti. Záznam nicméně dokládá pouze existenci sídla, neboť Čelebiho popisy jednotlivých měst Osmanské říše své doby bývají většinou zpochybňovány pro svoji nepřesnost. 
Později byla v okolních horách nalezena železná ruda, což přispělo k dalšímu rozvoji sídla. V závěru 19. století zde existovalo sídlo, v němž žilo několik tisíc lidí.
Až do první balkánské války byla součástí Osmanské říše. Obyvatelstvo tehdejšího sídla bylo smíšené; pravoslavné i muslimské. Do roku 1912 se sem uchýlila řada muslimů ze sousedního Bulharska, které zmítaly různé politické změny. Z administrativního hlediska bylo součástí Kosovského vilájetu (který zahrnoval území podstatně rozsáhlejší než je současné Kosovo). Podle statistik Vasila Kǎnčova („Makedonie. Etnografie a statistika“) z roku 1900 čítalo sídlo 1500 bulharských křesťanů, 2500 Turků (muslimů), 20 Vlachů a 320 Romů.
Po roce 1912 se stala součástí srbského království. Během první světové války ji okupovalo Bulharsko. Po roce 1918 byla součástí Království Srbů, Chorvatů a Slovinců. Turci se po válce vystěhovali do Turecka a došlo k propadu v počtu obyvatel, takže v prvním jugoslávském sčítání lidu v roce 1921 zde bylo napočítáno jen 2148 lidí.
Jako málo rozvinuté sídlo získala značné množství investic do svého rozvoje; postavena byla nová budova obecního úřadu, dům důstojníků, gymnázium, nemocnice apod. Kriva Palanka se také stala samosprávnou obcí (sídlem opštiny). Vzhledem k blízkosti hranice s pro Jugoslávii nepřátelským Bulharskem zde bylo přítomno vojsko, které dohlíželo na hranici a případné pronikání radikálů na území dnešní Severní Makedonie. Za druhé světové války byla opět připojena k Bulharsku. Osvobozena byla v roce 1944.

## Ekonomika
Hlavní význam v hospodářství má především blízkost hranice s nedalekým Bulharskem a obchod. Značná část obyvatelstva je zaměstnána v zemědělství, míra industrializace města i regionu je nízká. Prochází tudy tranzitní silnice, železniční spojení Kriva Palanka se zbytkem země nemá. V minulosti tudy nicméně byla projektována železniční trať z Kumanova k bulharské hranici, nebyla však nikdy dokončena. V roce 2022 bylo rozhodnuto, že odsud k bulharské hranici nicméně trať vybudována bude, a to prostřednictvím turecké stavební společnosti.

## Kultura a pamětihodnosti

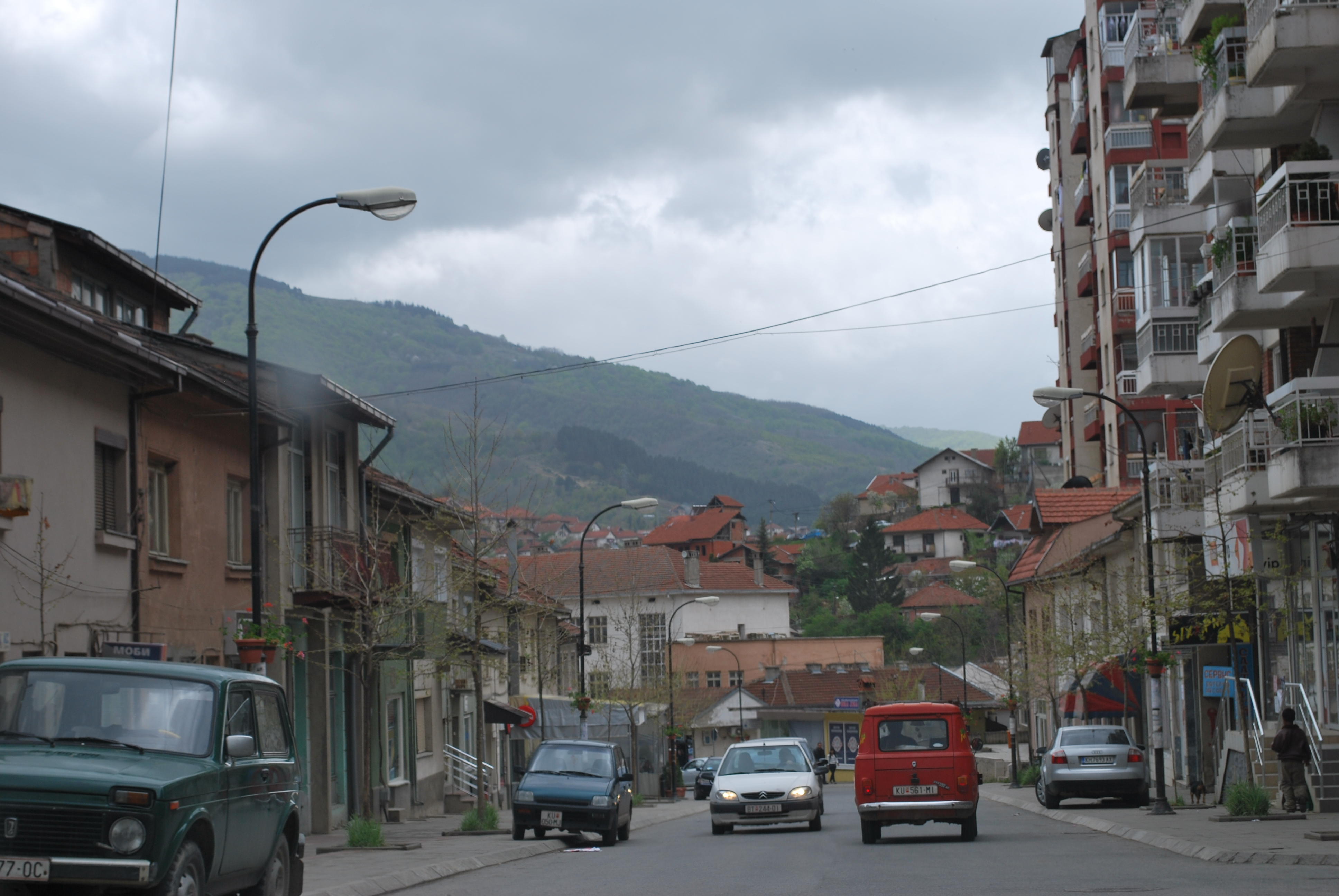
Střed města.

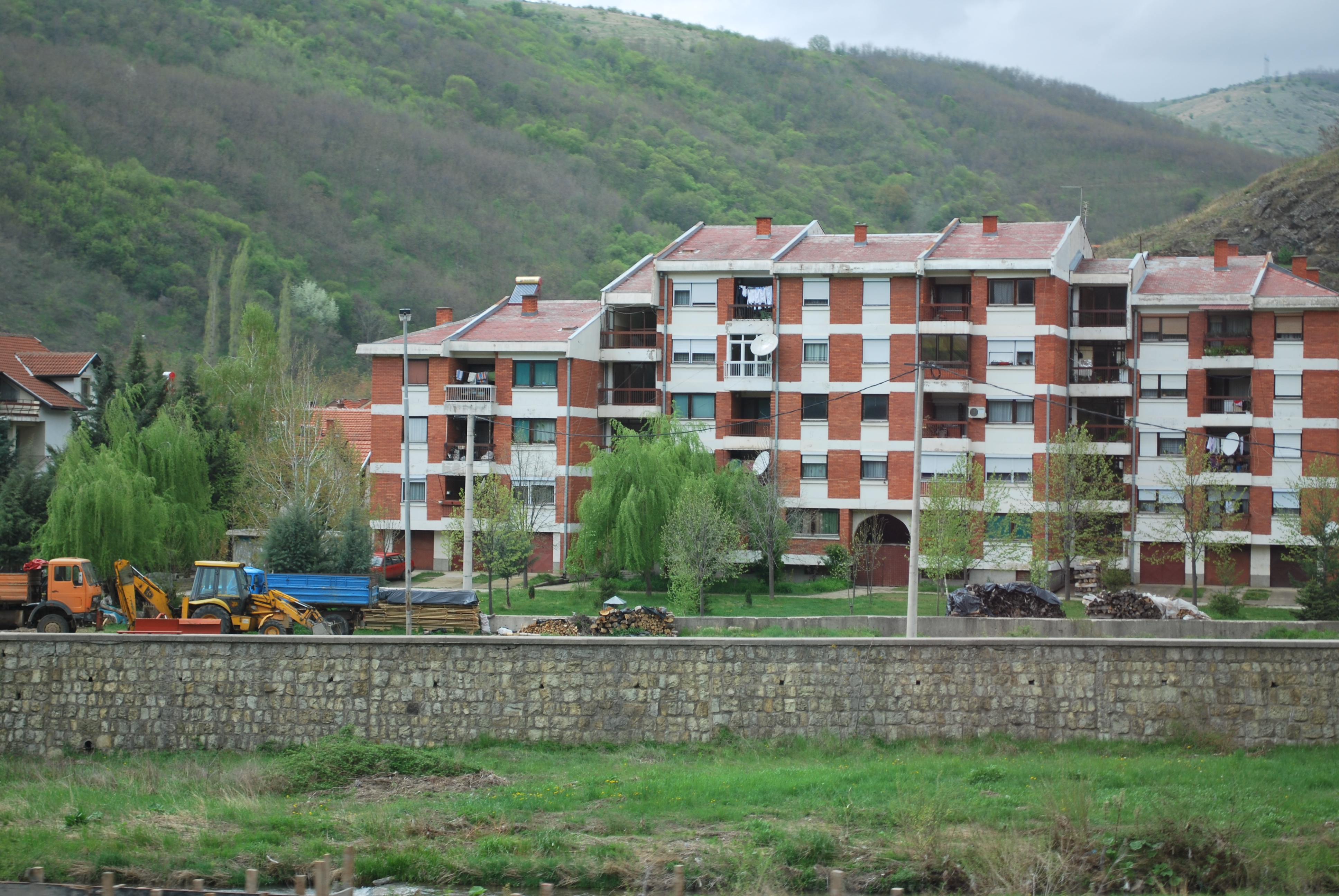
Bytové domy.

Kriva Palanka má také své městské muzeum. Místní kostel je zasvěcen svatému Demeterovi (Dimitrije).
V blízkosti města se nachází klášter Joachima Ostrovského, který patří k navštěvovaným turistickým lokalitám.

## Osobnosti
Z Krivé Palanky pocházely tyto významné osobnosti:
- Firoklis Antonov, člen VMRO
- Boris Arsov, člen ASNOM
- Milica Stojanova, makedonská divadelnice